# Sœurs missionnaires de l'Immaculée Reine de la Paix
Les sœurs missionnaires de l'Immaculée Reine de la Paix (en latin : Congregationis Sororum Missionariarum Immaculatae Reginae Pacis) sont une congrégation religieuse féminine de droit pontifical.

## Historique
La congrégation est fondée par le père François Pianzola (1881-1943) le 8 mai 1919 à Mortara pour assister les travailleuses et pour le travail social. Le noyau originel est composé de six sœurs dirigées par Anne Bandi.
Pietro Berruti, évêque de Vigevano, érige la congrégation en institut de droit diocésain le 12 novembre 1920 ; les constitutions religieuses sont approuvées par Mgr Scapardini le 8 décembre 1923.
L'institut obtient le décret de louange le 9 juillet 1947, il est définitivement approuvé par le Saint-Siège le 12 janvier 1957.

## Activités et diffusion
Les pianzolines collaborent avec les prêtres locaux et les églises pour la catéchèse et d'autres travaux de promotion humaine, aux trois vœux communs à tous religieux, elles ajoutent la promesse de travailler pour les jeunes.
Elles sont présentes en : 
- Europe : Italie, France.
- Amérique : Brésil.
- Afrique : Burkina Faso, Mali.

La maison généralice est à Mortara.
En 2017, la congrégation comptait 175 sœurs dans 30 maisons.